# سفارة الفلبين في سنغافورة
سفارة الفلبين في سنغافورة هي أرفع تمثيل دبلوماسي لدولة الفلبين لدى سنغافورة. تقع السفارة في وهي تهدف لتعزيز المصالح الفلبينية في سنغافورة.

## وصلات خارجية
- قائمة سفارات الفلبين
- قائمة السفارات في سنغافورة